# Final da Copa del Rey de 1980
A final da Copa del Rey de 1979–80 foi a 78ª edição da decisão do King's Cup, torneio nacional de clubes da Espanha. A partida foi disputada em 4 de Junho de 1980, no Estádio Santiago Bernabéu, em Madrid, onde Real Madrid venceu 6-1 frente à sua própria equipa de reserva, Castilla.

## Antecedentes
O Castilla, equipe reserva do Real Madrid, surpreendeu ao chegar à final, eliminando clubes da primeira divisão. Foi a única vez na história da Copa del Rey que um time filial alcançou a decisão do torneio.

## Partida

### Resumo
Segundo Euan McTear, do These Football Times, "Castilla foi apenas uma sombra do lado vibrante que emocionou a capital espanhola e o país ao longo dos meses anteriores".

"O fato de termos chegado à final fez com que o Real Madrid nos levasse muito a sério. A verdade é que essa goleada é um reflexo da diferença entre eles e a nossa equipa."

— Ricardo Gallego, jogador do Castilla.
Como os gols de Juanito e Santillana no primeiro tempo, colocaram o Real Madrid em vantagem de 2 a 0 no intervalo. Após 45 minutos de jogo, Andrés Sabido Martín e Vicente del Bosque ampliaram para 4 a 0. O Castilla descontou aos 80 minutos com Ricardo Álvarez, mas, logo em seguida, Francisco García Hernández fez o quinto, e Juanito converteu um pênalti nos acréscimos para fechar o placar em 6 a 1.
Curiosamente, apesar da derrota, os jogadores do Castilla também participaram da celebração do título junto com o time principal.

### Detalhes
| 4 de junho de 1980 | Real Madrid                                                                                   | 6–1 | Castilla    | Santiago Bernabéu, Madrid                      |
| 20:30 CET          | Juanito 20', 89' (pen.) · Santillana 42' · Sabido 59' · Del Bosque 62' · García Hernández 82' |     | Álvarez 80' | Público: 65,000 Árbitro: Ángel Franco Martínez |

| Real Madrid | Castilla |

| Real Madrid:   |    |                            |  |     |
| GL             | 1  | Mariano García Remón       |  |     |
| ZAG            | 2  | Andrés Sabido              |  |     |
| ZAG            | 5  | Gregorio Benito            |  |     |
| ZAG            | 4  | Pirri (c)                  |  |     |
| ZAG            | 3  | José Antonio Camacho       |  |     |
| MC             | 6  | Vicente del Bosque         |  |     |
| MC             | 10 | Uli Stielike               |  | 63' |
| MC             | 8  | Ángel                      |  |     |
| ATA            | 7  | Juanito                    |  |     |
| ATA            | 9  | Santillana                 |  |     |
| ATA            | 11 | Laurie Cunningham          |  | 82' |
| Reservas:      |    |                            |  |     |
| MC             | 14 | Francisco García Hernández |  | 63' |
| ATA            | 15 | Roberto Martínez           |  | 82' |
| Técnico:       |    |                            |  |     |
| Vujadin Boškov |    |                            |  |     |

| Castilla:            |    |                      |  |     |
| GL                   | 1  | Agustín              |  |     |
| ZAG                  | 2  | Juanito              |  |     |
| ZAG                  | 4  | Javier Castañeda (c) |  |     |
| ZAG                  | 5  | Enrique Herrero      |  |     |
| ZAG                  | 3  | Casimiro             |  |     |
| MC                   | 7  | Ricardo Álvarez      |  |     |
| MC                   | 6  | Ricardo Gallego      |  |     |
| MC                   | 10 | Miguel Bernal        |  |     |
| ATA                  | 8  | Francisco Pineda     |  |     |
| ATA                  | 9  | Paco                 |  | 46' |
| ATA                  | 11 | Valentín Cidón       |  | 73' |
| Reservas:            |    |                      |  |     |
| MC                   | 14 | José Sánchez Lorenzo |  | 46' |
| ATA                  | 15 | Balín                |  | 73' |
| Técnico:             |    |                      |  |     |
| Juanjo García Santos |    |                      |  |     |

| REGRAS DA PARTIDA: - 90 minutos de jogo. - 30 minutos de prorrogação no caso de empate. - Pênaltis caso o empate se mantenha. - Quatro jogadores no banco de reservas. - Máximo de duas substituições. |